# Cribraedoeus
Cribraedoeus is een kevergeslacht uit de familie van de boktorren (Cerambycidae). De wetenschappelijke naam van het geslacht werd voor het eerst geldig gepubliceerd in 2011 door Villiers, Quentin & Vives.

## Soorten
Cribraedoeus omvat de volgende soorten:
- Cribraedoeus basipennis (Fairmaire, 1901)
- Cribraedoeus scapularis Villiers, Quentin & Vives, 2011
- Cribraedoeus unicolor (Fairmaire, 1901)